# ピエリーナ・ジリ
ピエリーナ・ジリ（イタリア語: Pierina Gilli、1911年8月3日 - 1991年1月12日）は、イタリア出身の看護士でカトリック信徒。ピエリーナに「奇しき薔薇の聖母」と呼ばれる聖母マリアが頻繁に出現したことで知られている。

## 生涯
1911年8月3日、イタリアのモンティキアーリで、農家の9人の子供の最初の子として生まれる。1918年、第1次世界大戦時にピエリーナの父親が死去する。1918年から1922年まで、シスターズ・オブ・チャリティが運営する孤児院で暮らした。8歳の時に最初の聖体拝領を受ける。ピエリーナの母親が再婚し11歳の時に家に戻る。市の保育所で子供たちの世話をしていた18歳の時に、1人の青年から求婚される。その時、ピエリーナは内面的危機を経験したが、自分の宗教的職務の召命に思い至る。
20歳の時、肺炎に罹り回復まで数カ月を要した。1931年から1937年、ジョセフ・ブロチーニ神父と神父の盲目の80歳の母親にメイドとして仕え、仕事と祈りに専念する日々を送る。神父の母親の死去後、聖ジーン・アンティド・トゥールのシスターズ・オブ・チャリティの施設でメイドとして2年間を過ごし、29歳の時、モンティキアーリの市民病院に看護師として勤めた。
1947年の春、勤務先の病院でピエリーナに「奇しき薔薇の聖母」の最初の出現があった。モンティキアーリやフォンタネッレでの聖母の出現は1966年まで続く。1966年以降も他の場所で聖母の出現が起こる。1990年に病気が悪化し車椅子の生活となる。1991年1月12日、モンティキアーリで死去。